# Łaźnie rzymskie w Poczdamie

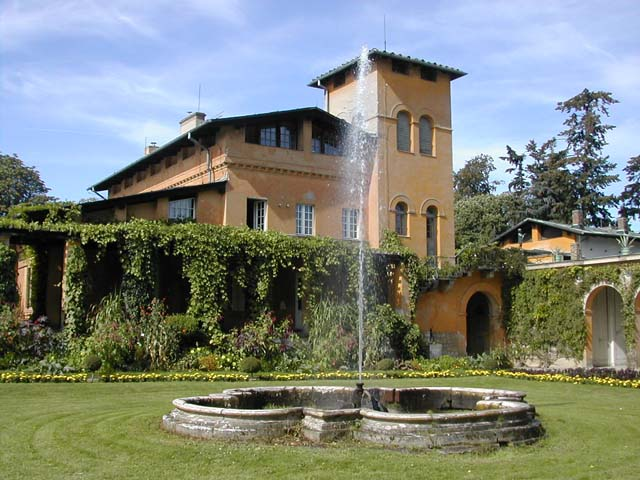
Dom ogrodnika i łaźnie rzymskie

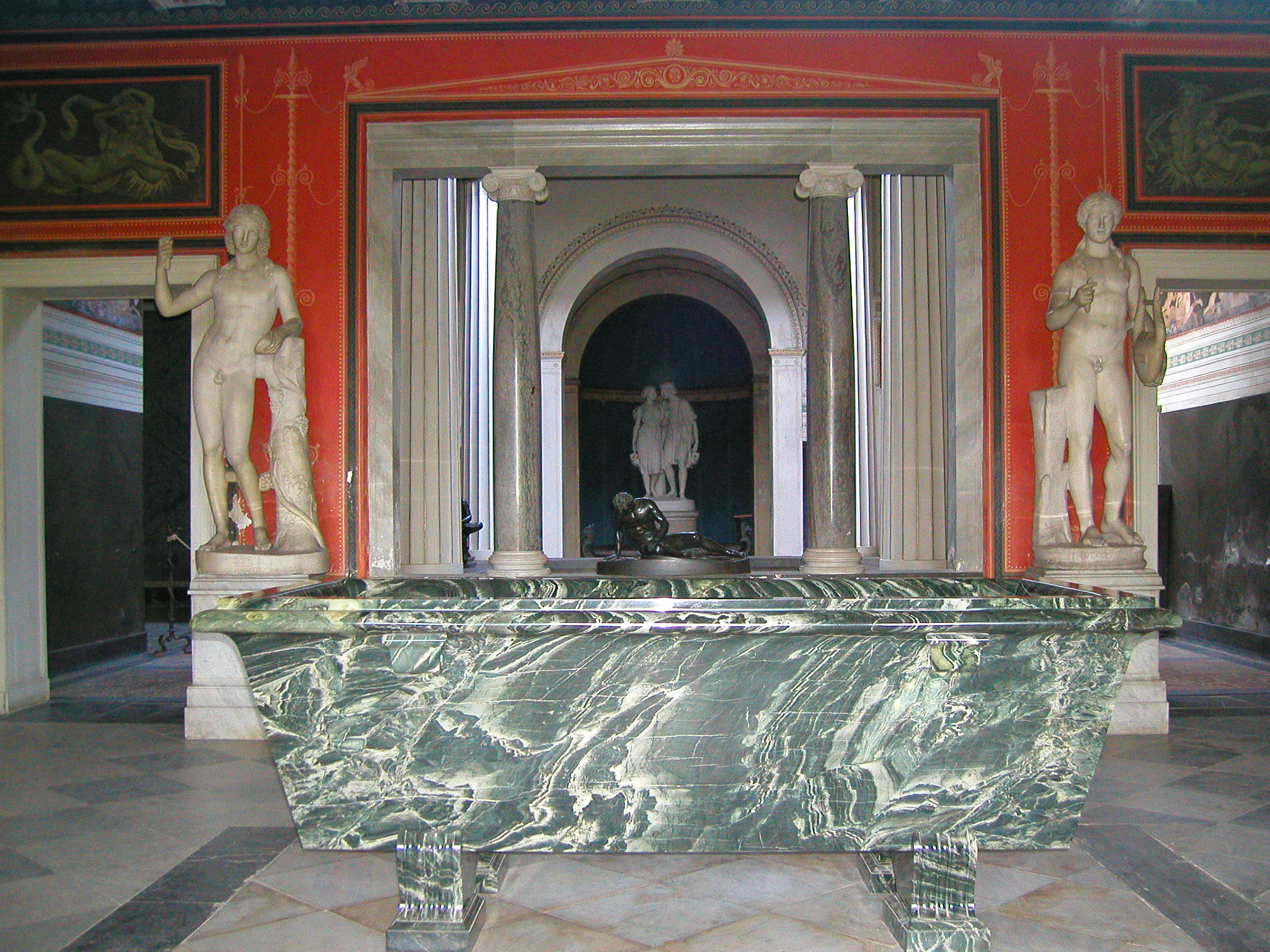
Atrium, w głębi wanna z zielonego jaspisu – prezent cara Mikołaja I dla Fryderyka Wilhelma IV

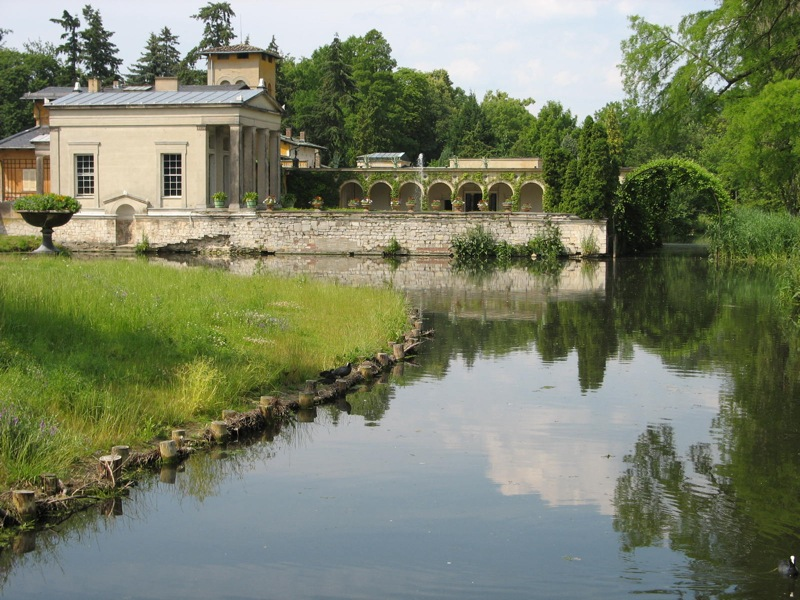
Łaźnie rzymskie i Maschinenteich

Łaźnie Rzymskie (niem. Römische Bäder) – romantyczny zespół budowli w stylu dawnych rzymskich i włoskich wiejskich willi w parku Sanssouci w Poczdamie. Kompleks obejmuje: budynek łaźni rzymskich (stąd jego nazwa), herbaciarnię, dom nadwornego ogrodnika i jego pomocników. Powstał w latach 1829–1840 na zlecenie króla Prus Fryderyka Wilhelma IV.

## Historia
Na początku XIX w. król Fryderyk Wilhelm IV zlecił budowę nowego pałacu na terenie posiadłości Sanssouci. W latach 1826–1829 wzniesiono pałac Charlottenhof, a wkrótce potem kompleks łaźni rzymskich. Plany budowli sporządził architekt Karl Friedrich Schinkel na podstawie wskazówek Fryderyka Wilhelma. Budowę nadzorował uczeń Schinkla, Ludwig Persius.
Jako pierwsze wzniesiono domy: nadwornego ogrodnika (niem. Gärtnerhaus) (1829-30) oraz jego pomocników (niem. Gärtnergehilfenhaus) (1832). Domy powstały w stylu XV-wiecznych włoskich wiejskich willi. Następnie zbudowano łaźnie rzymskie w stylu rzymskiej willi oraz herbaciarnię w stylu greckiej świątyni antycznej (1830). Budowle połączone pergolami i arkadami tworzą jeden zespół architektoniczny.
Projekty poszczególnych budowli inspirowane były pobytem Fryderyka we Włoszech (1828). Nazwy pokoi w budynku łaźni rzymskich (gdzie nigdy nie zażywano kąpieli) wskazują na hybrydę architektoniczną – połączenie antycznej willi z termami rzymskimi. Atrium określające zwykle dziedziniec wewnętrzny w domu rzymskim, odnosi się tu do pokoju przyjęć. Wystrój pokoju zaprojektował Karol Friedrich Schinkel, który czerpał ze wzorów pompejskich. Pomalowane na czerwono ściany zdobią malowidła przedstawiające grupy figuralne. W pomieszczeniu znajdują się również dwie oryginalne rzeźby z Pompei, odrestaurowane w 1840 r. Impluvium – nazwa pojemnika na deszczówkę w atrium – użyty jest tu w stosunku do pokoju za atrium. Jedynie dwie nazwy nawiązują do określeń pomieszczeń łaźni rzymskich: apodyterium (przebieralnia) oraz caldarium.
Na dziedzińcu wewnętrznym urządzono ogród z typowo włoskimi roślinami uprawnymi: karczochami, tytoniem i konopiami.
Zespół łaźni rzymskich graniczy ze sztucznym zbiornikiem wodnym, tzw. Maschienenteich (pol. maszynowy staw) zaprojektowanym przez Petera Josepha Lennégo. Nazwa stawu pochodzi od stojącego tu dawniej budynku maszynowni parowej, który zburzono w 1923 r.

## Literatura
- Gert Streidt, Klaus Frahm: Potsdam. Die Schlösser und Gärten der Hohenzollern. Kolonia: Könemann Verlagsgesellschaft mbH, 1996. ISBN 3-89508-238-4. (niem.). Brak numerów stron w książce
- Amtlicher Führer der Stiftung Preußische Schlösser und Gärten Berlin-Brandenburg: Schloss Charlottenhof und die Römischen Bäder. Poczdam: 1998. (niem.).Sprawdź autora:1. Brak numerów stron w książce